# Armoiries du Belize

Armes du Belize

Le blason du Belize fut adopté après l'indépendance du pays en 1981, il est légèrement différent de l'ancien blason colonial britannique. Il est entouré d'un cercle composé de 25 feuilles. Dans ce cercle, on peut voir un acajou devant lequel est posé l'écu. Dans les deux premiers tiers, on peut voir les outils traditionnels d'un bûcheron et un bateau dans la partie inférieure. Ces symboles représentent l'importance de l'acajou et de son utilisation dans la construction des bateaux. Le blason est tenu par deux bûcherons d'origines différentes. Celui de gauche porte une hache alors que celui de droite porte une rame, tous deux en acajou. Sur un listel d'argent est écrite la devise officielle du pays en latin « Sub umbra floreo » (« Sous l'ombre je fleuris »). 